# La llegenda d'un rebel
La llegenda d'un rebel (títol original: F.T.W.) és una pel·lícula estatunidenca dirigida per Michael Karbelnikoff, estrenada el 1994. Ha estat doblada al català. La història va ser coescrita per Mickey Rourke que apareix als crèdits amb el pseudònim de 'Sir' Eddie Cook.

## Argument
Tres joves decideixen atracar un banc de Anaconda, i en la seva fugida deixen un regueró de cadàvers. Després que la policia els acorrali, només un d'ells, una noia, surt amb vida i aconsegueix escapar. Un dur cowboy que acaba de sortir de la presó trobarà a la jove amagada en unes quadres. Ella pren la determinació d'acompanyar-li en el seu camí, i entre ells sorgeix una relació afectiva que es converteix en un tòrrid romanç. Però la policia ha començat una seriosa recerca dels dos.

## Repartiment
- Mickey Rourke: Frank T. Wells
- Lori Singer: Scarlett Stuart
- Brion James: El xèrif Rudy Morgan
- Rodney A. Grant: Bucky Miller
- Aaron Neville: Snake
- Peter Berg: Clem Stuart
- John Enos III: Joe Palmieri
- Mark Pellegrino: El xèrif-adjunt Sommers